# 西フラマン語
西フラマン語（にしフラマンご、West-Vlaams）は、ベルギーのウェスト＝フランデレン州の広い地域とオランダのゼーラントフランデレン、1963年に西フランデレンから分離したベルギーのエノー州コミーヌ・ヴァルヌトンの一部で話されている地域語。

## 概要
オースト＝フランデレン州の西部、例えばメーチエスラントやズュルテ、マルデヘム付近でも似た方言が話されている。明らかに西フラマン語であっても、ゼーラントフランデレンの西部で話されている地域語はゼーラント語とみなされる。フランス領フランドルで話されているフランス・フラマン語は消滅のおそれがあるものの、今も数千の話者がいる。
「西フラマン語」とは、広義にはオランダ南西部で話されている方言群も指す。したがって、これはフランス・フラマン語も含めた西フラマン語とゼーラント語に対する一般的な名称である。

## 歴史
中世にはアルトワとの交易が盛んだったため、西フラマン語はフランス語ピカール方言の影響を強く受けている。アラスは中世初期にフランドルの一部になり、中世末期にはオランダに加えられた。西フラマン方言、特に重要な商業都市であるブルッヘの方言は、初期中世オランダ語の標準化に寄与している。西フラマン語の weggevaagd と waagschaal という語形から weggeveegd と weegschaal という形が現れ、これらは現在標準オランダ語に採り入れられている。西フラマン語は、中世オランダ語の特徴を最もよく残しているオランダ語の方言である。
西フラマン語は概ね低地フランク語的だが、北海ゲルマン語的な特徴も多分に持つ。このことにより、以前はフリジア語か低ザクセン語の基層言語があったのではないかという推測がなされた。そうするとなぜ西フラマン語と東フラマン語の対立があるのかという疑問に答えるのは容易ではなく、その地理的・政治的な理由は見当たらない。西フラマン語が低フランク語と別言語であると見なす十分な理由があるとして、その可能性を指摘する者もいる。しかしこれは東フラマン語との間に方言連続体があるために否定される。さらに、ブラバント方言とともに標準語の基礎になっているホラント方言は低フランク語ではない。西フラマン語が中世末期以降ホラント方言やブラバント方言とは異なる展開を遂げたため、音が一致していない点から別な言語だと見なす者もいる。
この考え方は、特に19世紀後半に西フラマン語純粋主義者の運動を通じて支持された。運動の支持者らは「半分ユダヤ的で半分異教徒的な高地ホラント語」の導入に反対した。ベルギーでのオランダ語の標準語化に抵抗し、「父なるフラマン語」つまり西フラマン語保持のために闘争を行った。方言学者のレオナート・ローデウェイク・ダ・ボーや詩人のヒュイド・ヘゼルを中心としたカトリック教会は標準オランダ語を通したプロテスタントの流入を恐れた。
標準オランダ語の教育が進められ、特に20世紀末になると一般に方言は厳しい状況を迎えている。しかし、農村としての性格が強く、遠隔地で話されていることから、西フラマン語は他の方言と違って恵まれた立場にある。フランドルでは最も重要な方言であり、若者を含めた幅広い層に話されている。実質的にあらゆる会話は西フラマン語で行われる。1993年にベルリン自由大学のドイツ・オランダ文献学研究所が行った学生の方言知識に関する調査によると、アントウェルペンで62％、リンブルクでは40％にとどまったのに対し、西フラマン人学生の88％が今も方言を話していることが分かった。

## 北海ゲルマン語的特徴
4世紀と5世紀と考えられるゲルマン人の民族移動の結果フランデレンにたどり着いたサクソン人（ザクセン人）の方言の痕跡が今も西フラマン語には多くある。この沿岸ゲルマン的、北海ゲルマン的な特徴は、ゼーラント語やホラント語など他のオランダ語方言だけでなく、低ザクセン語、フリジア語、英語にも反映されている。西フランデレンの西部に行くほどその特徴がよく見られる。
西フラマン語が受けた北海ゲルマン語的影響は、例えば pit「穴」、rik 「後ろ」、dinne「薄い」、より古い brigge「橋」などの語で現れている。（オランダ語ではそれぞれ put, rug, dun, brug）。短い u は i になっており、これは英語にも当てはまる（pit, ridge, thin, bridge）。bek, in, tusschen（オランダ語の tussen「〜の間に」）にあるような短い開いた e, i, u という音はホラント語など沿岸部の他の古い方言に見られる。これは近隣のブラバント方言とは対照的である（bik, ien, tuusse）。標準オランダ語は両者の中間を行っており、現代ホラント語もこれに加わる。
沿岸ゲルマン語的なもう一つの現象は、語頭の h の消失である。これはブラバント語でも起きており、西フラマン語にまさに当てはまる。例えば、èlpen「助ける」、òòlen「持って来る」、ard 「硬い」と言う（オランダ語では helpen, halen, hard）。英語の諸方言との類似はさらに遡るが、標準オランダ語だけでなく標準英語でもこの h は保たれている。非常に西フラマン語らしい特徴が g が h に変化する咽頭音化であり、咽頭を狭めて g を発するというものである。これら二つの組合せで、西フラマン語では oeëd「帽子」と hoeëd「良い」が共存している（オランダ語では hoed と goed）。このような特徴は tussentaal（ベルギー領フラマン地方で話されているオランダ語）を話す西フラマン人にも共有されている。
動詞や形容詞的名詞のように語尾 -en のあいまいな e を発音しないのは、英語 (beaten, listen) や低ザクセン諸方言でも見られる。ブラバント人やホラント人が e を発音して n は発音しないような音連続で、zotn「ばかな」（蘭 zotten）、hurtn「聞く」、bustn「胸」（蘭 borsten）のように西フラマン語では語根に直接 n が付加される。このあいまいな e の前の子音が咽頭音の衝突により飲み込まれることがある（後述）。
hurtn や bustn, さらに bus「森」（蘭 bos）、mussels「ムラサキガイ」（蘭 mosselen）、vul「いっぱいの」（蘭 vol）、zunne「太陽」（蘭 zon）などはこの地域に典型的なもう一つの音的特徴を表している。o が u に変化する自然発生的な硬口蓋音化である（明確な理由がなく調音点を硬口蓋にずらす。よって「自然発生的」）。bush, mussels, full, sun のように、英語に対応するものを見出せる（ただし発音は変化している）。この変化が西フラマン語（および他の沿岸部方言）で起きた後、初期のオランダ語で短い o が長音化した。例えば zoon「息子」（英語では son）、boter「バター」、vogel「鳥」など。一方、西フラマン語では硬口蓋音化した u が eu と長音化し、zeune, beuter, veugel という形が生じた。沿岸部の西フラマン語では、これらの語の eu が再び短音化し u となった。beuter に対し butter, scheutel に対し schuttel（蘭 schotel「皿」）、 keutel に対し kuttel など参照。
北海沿岸地域の多くの方言が共通して持つもう一つの音的特徴は、a を o に変化させた語があることである。zochte「柔かい」（蘭 zacht）、of「終わっている」（蘭 af）、brocht「持って来た」（蘭 bracht）など。英語の soft, off, brought を参照。
もう一つ沿岸ゲルマン語に特徴的なのは、古西ゲルマン語の二重母音 iu が ie に変化したことである。同じものが内陸の諸方言では uu となっており、のちに再び二重母音化し ui となった。よって、英語の chicken, fire, stear のように西フラマン語では kieken, vier, stieren という形があり、それに対しブラバント方言では kuiken, vuur, stuur となっている（つまり、r の前では語中の uu が ui には変化せずに保たれている）。
複数形の作り方に関しては、西フラマン語では（そしてフランス・フラマン語の古風な言い回しでは）、たいていの場合に -en で複数形を表す他の方言や標準オランダ語よりも、-s を使うことがはるかに一般的である。英語ではこの方法がずっと広く用いられるようになっており、そのため -en による複数形は非常に珍しくなっている（数少ない例として oxen がある）。西フラマン語では今も英語と違って多くの複数形は -en で終わる。-s の複数形は標準オランダ語や tussentaal でも勢力を獲得しているが、特に西フラマン語ではよく見られるものになっている。trings「列車」（複数形、以下同様）、keuns「うさぎ」、brils「眼鏡」、kleers「服」、kinders「子供」などが例。
沿岸ゲルマン語の語彙としては、一方でザクセン語の遺産として命脈を保っている語があり、もう一方では主にイングランドとの交易でもたらされ西フラマン語にたどり着いた借用語がある。イギリス起源の借用語の例は、現代アメリカからもたらされた 'wordflow' は別にすると、riftje-raftje「くずども」（または kotjevolk, 英語の riff-raff より）、nowers「どこにもない」（南部では nivers, 英語の nowhere より）、agèèn「再び」（英語の again より）がある。
同様の歴史を共有している語に、wied「海藻」（英語の weed より）、sjchreepen または sjcharten「掻く」（英語の scratch を参照）、buttersjchiete「蝶」（同じく butterfly）、kobbe「蜘蛛」（同じく cobweb）、ààperen「起きる」（古形の hapenen より、英語の happen 参照）、bringen「持って来る」（英語の bring）、e letje「少し」（やや古い言い方、英語の a little より、フリジア語では lytsje）などがある。これらの語は、フランス国境近くのウェストフークやフランス・フラマン語で特によく見られる。

## 分類
西フラマン語は東フラマン語と違いかなり均質的な方言だが、それでも4つの大きな変種を認めることができる。北部と西部、そして南東部の間で大きな違いを見出せる。
沿岸西フラマン語は、沿岸地方とフランス国境付近のウェストフークで話される（ヴルネ、イーペル、ポペリンゲ一帯）。西フラマン語はオランダ語と同様に低フランコニア語に起源を持つが、この地域では多分にサクソン語的な特徴を含んでいる。沿岸西フラマン語の他に内陸西フラマン語が区別され、こちらはサクソン的要素がより少なく東フラマン語的な特徴がより多い。
例えば沿岸西フラマン語では、オランダ語ならば r + t, d, s の前にある短い e が短い a になることがあり、南東部では gès「草」（蘭 gras）、vès「新鮮な」（蘭 vers）、desschen「脱穀」（蘭 dorsen）と言うのに対し、西部と沿岸部では gas, vas, dasschen と言う。ダンケルクの市場では vaske vis「新鮮な魚」（蘭 verse vis）という声が聞かれるが、これは沿岸部西フラマン語なら vassche vis, 内陸西フラマン語なら vessche vis となるであろう。
沿岸西フラマン語でもう一つ特徴的なのは、動詞の活用で複数形を1人称単数に使うことである。Ik zin, ik werken, ik peizen（いずれも動詞が複数の形）は、南東部では ik ben, ik werke, ik peize と単数形になる。東フラマン語との類似が認められる。
moede や roede のような中世オランダ語の2音節語の -de が完全になくなっているのも内陸西フラマン語の特徴であり、標準オランダ語でも同じことが起きた。沿岸部西フラマン語では常に moeë, roeë と言い、koeë や schoeë のように末尾に -de がなかった語でさえもこの傾向に従っている。
同時に西フラマン語で特筆すべきは指小形の多様さである。内陸西フラマン語では -ke を付加するが、沿岸西フラマン語では -tje が用いられる。よって glazeke という形は北部や西部で聞かれず、沿岸部東部では古くは glazetje と言い、この形はブルッヘでもなくなっておらず glazetjie と言う。沿岸西フラマン語でもトアハウト付近のハウトラントでは glazeje, ウェストフークでは glazege である。中西部フランドル、特にルーセラーセでは、gloazegie, huzegie のように指小辞 gie が使われる。しかし、これらのうち –eje や –ege の形は、ブラバント方言影響下の東部・南部から来る -ke や、標準語に影響された北部や西部の –tje（同化して –sje や –je になることも）の拡大によりかなり後退している。
さらに沿岸西フラマン語には、南東部の西フラマン語とは違って、沿岸西ゲルマン語的な特徴が多くある。

### 沿岸西フラマン語の分類
沿岸西フラマン語には、ウェストフークの言葉である西部西フラマン語と、ダ・ポルダーやハウトラント（エイザー川の東、ブルッヘまで）近隣の言葉である北部西フラマン語がある。西部西フラマン語は特定の種類の西フラマン語を指すこともあるが、フランス領フランドルでも話されている。現在のような違いは、フランス領フランドルが他の西フランドルから数世紀にわたって独立していたことから説明できる。したがってフランス・フラマン語は後年西フラマン語で起きた変化とはかかわりを持たず、内的な変化を国境の向こうにもたらすこともなかった。しかしフランス・フラマン語自体は西部西フラマン語である。
西部では、例えば au と ou は今も常に区別するが、標準語や他の多くの方言ではそうではない。よって blaauw, graauw, klaauw は聞かれるが、これは西フランドルの他の地域ではしばしば blow, grow, klow である。また、完了分詞（過去分詞）の g がないこともウェストフークの特徴であり、edaan, ezien, ezeid となる（蘭 gedaan, gezien, gezegt）。これは英語の done, seen, said を思い起こさせる。この地方の他の地域では g を発音するが、h のような発音となる。語によっては ij (ie) や ui (uu) の後の d が今も残っている。bliede「嬉しい」（蘭 blij）や luuders「おむつ（複数形）」（蘭 luiers）という言葉が使われる（-s の複数形は北部よりも西部の方が一般的）。かつて –ede で終わっていた語は、現代オランダ語では広長母音の ee となったが、しばしば二重母音化し ei となっている。特に西部では mei「いっしょに」（蘭 mee）や stei「町」（蘭 stede「都市」、stad「町」）と言う。もう一つ特徴的なのは、人称代名詞と所有格の1人称複数 uus「我々を」（蘭 ons）の代わりに nuus を使うことである。

## 地位
西フラマン語と標準オランダ語の違いは、ある面でアフリカーンス語とオランダ語の違いより大きいが、アフリカーンス語が独立した言語とみなされるのに対し西フラマン語はそうではない。アフリカーンス語がこのように認識される大きな理由は、一つには地理的に遠いこと、もう一つには文法的な違いにある。この点西フラマン語は標準オランダ語と一致する部分がかなり多い。他方、政治的な理由も非常に重要である（1920年代のアフリカーンス語話者のナショナリズム）。フリジア語は西フラマン語と違いほとんど北海ゲルマン語的な特徴のみを示しており、独立した言語とみなされる。
オランダでは西フラマン語と姉妹関係にあるゼーラント語を、リンブルク語や低ザクセン語のように、ヨーロッパ地方言語・少数言語憲章の枠組の中で認知させようという試みがなされている。オランダ、ベルギー、スリナムからなるオランダ語連合の否定的な見解について同憲章は対応を行わなかった。
西フラマン語は、ベルギーで公的な認知を受けていない。ベルギーは自国が現在抱える複雑な言語事情をより複雑にしないため同憲章を採択しなかった。
フランスではある程度の認知が得られ、政府が作成した「フランスの地域言語」のリストに載せられた。フランスは同憲章に署名するのではなくリストを作り、憲章を部分的に取り出しリスト上の言語に適用した。しかし、西フラマン語話者が次第に減少している以上は、実際このような半公式的な認知の仕方はそれほどの重要性を持たない。

## その他の特徴
西フラマン語は、標準オランダ語とも他の多くのフラマン語方言とも異なる様々な特徴を持っている。フランデレン全域で程度の差はあれ民衆の言語にフランス語の語彙が取り込まれており、西フラマン語では特にその影響が大きい。以下の例は西フラマン語/フランス語/オランダ語の順。
- pertank / pourtant / nochtans「しかし」
- forsette または ferkette / fourchette / vork「フォーク」
- assiete または talôre / assiette / bord 「皿」（ドイツ語で Teller）
- couvers / couverts / bestek「銀の食器」
- freings / freins / remmen「ブレーキ」

文法の面では、西フラマン語はしばしば使われる二重の主語が興味深い。
- ge kykt gy na ne foto - je kijkt naar een foto「きみは写真を見る」

オランダ語の不定冠詞は名詞の性に関係なく een のみだが、西フラマン語では不定冠詞が男性、女性、中性を区別する場合がある。
- ne stier, en koe, e kalf - een stier, een koe, een kalf「牡牛、牝牛、仔牛」

さらに、名詞（特に女性名詞）は -e で終わるものが多い。de boane「道」（蘭 de baan）が例。
西フラマン語では、オランダ語と同じように否定の副詞 niet を使う。しかしフランス語のように動詞の前に置く否定の語がある。"Jan en ee nie veel geld." が例。
興味深いのは、返答に使われる間投詞 ja「はい」、nee「いいえ」、 toet「はい（否定の疑問文に対して）」が、問いに答える時に活用することである。各語の後ろには関係するものの人称に応じた代名詞接辞が付される。以下は「はい」「いいえ」の順。
- 1人称単数 joak - nink
- 2人称単数 joag - nèg
- 3人称単数 joaj/joan - nèj/nèn （男性）、 joas - nès（女性）、joat - nint - toet（中性）
- 1人称複数 joam/joaw - nim/nèw
- 2人称複数 joag - nèg
- 3人称複数 joa(n)s - nè(n)s

オランダ語の ij([ɜɪ]) と ui([œʏ]) に相当する音が西フラマン語で ie([iː]), uu([yː]) と単母音になっているのも特徴的である。この単母音は中世オランダ語から保たれている。さらに、中世オランダ語の文献うちかなりのものが現在の西フランデレン地方について書かれている。例外は国境付近で（ワレヘムなど）、ここでは二重母音がある程度ではあるが出現する。
したがって、西フランデレンでは buiten bijtend koud「外は刺すように寒い」ではなく bùten biettend koed となる。また短母音 e, i, u も標準語とは発音が異なっている。例えばあいまいな i は è のようになる。h はたいていの場合発音されず、g が h のように、時には lach の ch のように発音される。
またある特徴はフランス語の発音に似ている。t, d, s の前で ou ([ɑu]) ではなく oe ([u]) と発音される。オランダ語が t, d, s の前でゲルマン語の -ol を -ou に変化させた語で（英語の cold に対しオランダ語 koud）、西フラマン語では短い oe ([u]) に変化している。よってオランダ語の 't is koud in m'n oude kousen「私の古い靴下では寒い」は 't is koed in m'n oede koesen となる。もう一つの特徴は、語によっては o が u ([ʏ]) に、oo が eu ([œː]) またはウムラウトに移行していることである。op と up「…について」（またしばしば ip）、ochtend と nuchtend「朝」、boter と beuter「バター」、wonen と weunen「住む」などが例。
フランデレンのほとんどの方言と同じように、met, dat, niet のような語の末尾の t は発音されない。
ij 音は 長い ij の場合には ie([iː]) と発音される。短い ei は多くの場合 ei のままである。kiekn「見る」（蘭 kijken）、ie「彼」（蘭 hij）、 liene「線」（蘭 lijn）が例。